# کنارسیاه (بستک)
این روستا در 75 کیلومتری غرب مرکز شهرستان بستک و در 30 کیلومتری غرب جناح واقع است که نام قدیمی کوار یا کوال بوده است.  
مردم روستای کنارسیاه در سه کیلومتری شمال روستای فعلی در دامنه کوه و در حوالی غاری به نام کوار و در دل کوه ها اقامت داشته و عموما دامدار بوده اند. 
روستاي کنارسیاه از نظر جغرافیایی در عرض شمالی 27 درجه و 54 دقیقه و طول شرقی 53 درجه و 56 دقیقه و در ارتفاع 320 متر از آبهای آزاد قرار گرفته است.
این روستا از توابع دهستان فرامرزان بخش جناح شهرستان بستک می باشد

## محدوده کنار سیاه
روستاي کنارسیاه از شمال به روستای زین الدین استان فارس  و از غرب به روستای کمشک و از شرق به روستای خمر قلندران  ( قلعه حسن ) و از جنوب به روستای گچویه منتهی می شود.

## جمعیت
جمعیت این روستا بر اساس سرشماری سال 1395جمعیت آن 1214نفر (293خانوار)
بوده‌است. که از اهل سنت و از شاخه شافعی هستند یعنی از پیروان امام محمد ادریس شافعی می‌باشند و به زبان فارسی و گویش محلی تکلم می‌کنند.
دارای ۱۰۰۰ اصله نخل و ۱۰۰۰ من زمین کشت دیم است، و چند باب برکه (آب‌انبار) دارند.
دارای دبستان، متوسطه اول پسرانه و دخترانه مهد کودک. سه مسجد و دوازده باب آب‌انبار برکه و خانه بهداشت و (بانک صادرات) و پست برق و اورژانس جاده‌ای ۱۱۵و پارک و مرغداری است.
رودخانه گری از کنار این روستا می‌گذرد که سپس به رودخانه مهران می‌پیوندد.

## فهرست منابع و مآخذ
- دهیاری کنارسیاه
- عباسی، قلی، مصطفی،  «بستک وجهانگیریه» ، چاپ اول، تهران: ناشر: شرکت انتشارات جهان معاصر، سال ۱۳۷۲ خورشیدی.
- سلامی، بستکی، احمد.  (بستک در گذرگاه تاریخ)  ج۲ چاپ اول، ۱۳۷۲ خورشیدی.
- نگاره‌ها از: احمد سلمان گوده‌ای و محمد محمدیان کوخِردی.
- بالود، محمد.  (فرهنگ عامه در منطقه بستک)  ناشر همسایه، چاپ زیتون، انتشار سال ۱۳۸۴ خورشیدی.
- مهندس: موحد، جمیل. (بستک و خلیج فارس) چاپ اول، تهران: سال انتشار ۱۳۴۳ خورشیدی.
- بالود، محمد.  (فرهنگ عامه در منطقه بستک)  ناشر همسایه، چاپ زیتون، انتشار سال ۱۳۸۴ خورشیدی.
- الکوخردی، محمد، بن یوسف، (کُوخِرد حَاضِرَة اِسلامِیةَ عَلی ضِفافِ نَهر مِهران Kookherd، an Islamic District on the bank of Mehran River) الطبعة الثالثة، دبی: سنة ۱۹۹۷ للمیلاد.
- بختیاری، سعید،  «اتواطلس ایران» ، “ مؤسسه جغرافیایی وکارتگرافی گیتاشناسی، بهار ۱۳۸۴ خورشیدی.
- چمن پیرا، ناصر پاییز ۱۳۷۴ خورشیدی.
- محمد، صدیق «تارخ فارس» صفحه‌های (۵۰ ـ ۵۱ ـ ۵۲ ـ ۵۳)، چاپ سال ۱۹۹۳ میلادی.
- اطلس گیتاشناسی استان‌های ایران [Atlas Gitashenasi Ostanhai Iran] (Gitashenasi Province Atlas of Iran)